# 高氯酸铑
高氯酸铑是一种无机化合物，化学式为Rh(ClO4)3。

## 制备
将RhCl3·4H2O溶于水，再加入高氯酸蒸发，得到红褐色沉淀。将沉淀再用高氯酸处理，结晶、洗涤后得到高氯酸铑的六水合物。
RhCl3·4H2O + 3 HClO4 + 2 H2O → Rh(ClO4)3·6H2O + 3 HCl
氢氧化铑(III)溶于浓高氯酸，也能制得高氯酸铑：
Rh(OH)3 + 3 HClO4 = Rh(ClO4)3 + 3 H2O

## 相关物种
- 高氯酸铑(II)，化学式Rh(ClO4)2（CAS：24198-03-6）。
- 高氯酸铑(IV)，化学式Rh(ClO4)4（CAS：61145-85-5），在溶液中为暗红色。[3]